# Gardners Spitzmausbeutelratte
Gardners Spitzmausbeutelratte (Monodelphis gardneri) kommt am östlichen Abhang der Anden in der Mitte und im Süden von Peru vor und ist die einzige Spitzmausbeutelrattenart mit drei dunklen Rückenstreifen (Untergattung Microdelphys) im westlichen Südamerika. Die Art wurde erst im Jahr 2012 erstbeschrieben und zu Ehren des US-amerikanischen Mammalogen Alfred L. Gardner benannt.

## Beschreibung
Gardners Spitzmausbeutelratte hat eine Kopfrumpflänge von 7,6 bis 10 cm und hat einen 3,9 bis 5,3 cm langen Schwanz. Das Gewicht ausgewachsener Tiere wurde bisher nicht gemessen. Das Fell der Tiere ist graubraun und leicht rötlich getönt. Drei auffällige schwarze Streifen verlaufen entlang des Rückens. Der mittlere beginnt über den Ohren, die seitlichen auf den Schultern. Alle drei enden an der Schwanzbasis. Dunkle Augenringe fehlen. Die Haare haben eine Länge von etwa 4 mm. Der Schwanz ist auf der Oberseite dunkler als auf der Unterseite. Die Ohren sind haarlos und bei adulten Tieren dunkelbraun und bei Jungtieren schwarz. Wie wahrscheinlich alle Spitzmausbeutelratten haben die Weibchen keinen Beutel. Die Anzahl der Zitzen ist unbekannt. Der Karyotyp von Gardners Spitzmausbeutelratte ist unbekannt.

## Lebensweise
Gardners Spitzmausbeutelratte lebt terrestrisch (auf dem Boden) am östlichen Andenabhang in Höhen von 1785 bis 2800 Metern. Der Lebensraum besteht aus ungestörten, dichten und feuchten Berg-, Elfen- und Nebelwäldern und der halboffenen Übergangszone zwischen Wäldern und Sphagnum-Mooren mit Dickichten aus Bambus und Sträuchern. Über das Verhalten, die Ernährung, die Aktivitätsmuster und die Fortpflanzung der Tiere ist bisher nichts bekannt.

## Status
Da Gardners Spitzmausbeutelratte nur von wenigen Exemplaren und vier Örtlichkeiten bekannt ist, können über einen eventuellen Gefährdungsstatus noch keine Angaben gemacht werden. Sie kommt in mindestens einem Schutzgebiet vor, dem Nationalpark Yanachaga Chemillén. Die IUCN hat die Art bisher nicht in ihre Gefährdungsliste aufgenommen.

## Belege
1. 1 2  Solari, S., Pacheco, V., Vivar, E. & Emmons, L.H. 2012. A new species of Monodelphis (Mammalia: Didelphimorphia: Didelphidae) from the montane forests of central Perú. Proceedings of the Biological Society of Washington 125(3): 295-307. DOI: 10.2988/11-33.1,
2. 1 2 3  Diego Astúa: Family Didelphidae (Opossums). in Don E. Wilson, Russell A. Mittermeier: Handbook of the Mammals of the World – Volume 5. Monotremes and Marsupials. Lynx Editions, 2015, ISBN 978-84-96553-99-6. Seite 153.